# Amphiura cherbonnieri
Amphiura cherbonnieri är en ormstjärneart som beskrevs av Guille 1972. Amphiura cherbonnieri ingår i släktet Amphiura och familjen trådormstjärnor. Inga underarter finns listade i Catalogue of Life.